# Tốc độ kinh hoàng
Tốc độ kinh hoàng (tựa gốc: Premium Rush) là một phim hành động giật gân của Mỹ do David Koepp đạo diễn kiêm viết kịch bản với John Kamps. Phim có sự tham gia của Joseph Gordon-Levitt, Michael Shannon, Dania Ramirez và Jamie Chung. Phim xoay quanh một người đi xe đạp chuyển phát nhanh bị truy đuổi quanh thành phố New York bởi một sĩ quan cảnh sát tham nhũng, kẻ muốn đoạt lấy phong thu mà người chuyển phát đang có.